# ゼルミーラ
『ゼルミーラ』（Zelmira）は、ロッシーニが1822年に作曲したオペラ・セリア。この作品をもってナポリ向けの作品の最後となる。
- 原曲名：Zelmira
- 原作：ドルモン・ド・ベロワの悲劇「ゼルミーラ」
- 台本：アンドレア･レオーネ･トットラ
- 演奏時間：第1幕1時間40分、第2幕1時間
- 作曲期間：1821年末から1822年
- 初演：1822年2月16日・サン・カルロ劇場（ナポリ）

## 作曲の経緯
1815年にナポリ・サン・カルロ劇場の支配人であるドメニコ・バルバイアの招きでオペラセリアを作曲していたロッシーニであるが、1821年の終わりにバルバイアがウィーンのケルントナートーア劇場の支配人も兼任し、1822年の4月から6月までロッシーニ・フェスティバルを企画していた。その最初を飾るオペラとしてロッシーニに提供された題材はドルモン・ド・ベロワの「ゼルミーラ」だった。
その頃、ロッシーニはサンカルロ劇場のプリマ・ドンナ、イザベラ・コルブランと恋仲にあり、彼女と結婚する前提でこの作品を書き上げた。そして1822年2月16日のナポリ初演の1ヵ月後にめでたく結婚することとなる。そして同年のウィーンでのロッシーニ・フェスティバルでもコルブランの名歌唱で大成功を収めることとなる。そして、ウィーンから帰ったロッシーニは二度とナポリの地を踏むことは無かった。

## 作品の特徴
この作品は、本編の始まる前の前置きが長く、ギリシャ神話に通じていない人が見るとわけが分からない展開となっている（例えば、ミティレーネの支配者アゾールがレスボス島侵略をした後に敵対者のアンテノレに殺されることや、どうしてレスボスの王ポリドーロが身を隠しているのか、といったことが挙げられよう）。
　
しかし、そのような複雑な前置きを無視してみると、全体として、ロッシーニの結婚相手であるイザベラ・コルブランの歌唱をモデルに、アンサンブルではなくアリアや重唱に重点を置いた構成となっている（更にはこの作品がウィーン向けに作曲されたことも背景にあると考えられる）。
この作品も、ロッシーニのほかのオペラと共に一時忘れ去られていたが、20世紀の復活上演は1989年7月、ヴィチェンツァのオリンピコ劇場において、クラウディオ・シモーネの指揮、イ・ソリスティ・ヴェネティの演奏で行われた。

## 構成
- 第1幕
  - 第1場…レスボスの城壁の前
  - 第2場…歴代レスボス王の墓の中
  - 第3場…ゼウス神殿の前
  - 第4場…王宮の広間
- 第2幕
  - 第1場…王宮の一室
  - 第2場…王宮の外
  - 第3場…牢獄の中

## 編成

### 登場人物
- ゼルミーラ（レスボスの王女）…ソプラノ
- エンマ（ゼルミーラの友人）…メゾソプラノ
- イーロ（ゼルミーラの夫でトロイアの王子）…テノール
- アンテノレ（ミティレーネからの侵略者アゾールの政敵でレスボス王位の簒奪者）…テノール
- ポリドーロ（レスボス王で現在潜伏中）…バス
- レウチッポ（アンテノレの友人）…バリトン

### 管弦楽
- フルート2（ピッコロ持ち替え）
- オーボエ2（2はコーラングレ持ち替え）
- クラリネット2
- ファゴット2
- ホルン4
- トランペット2
- トロンボーン3
- ティンパニ
- 大太鼓
- シンバル
- トライアングル
- 小太鼓
- 弦五部
  - 第1ヴァイオリン
  - 第2ヴァイオリン
  - ヴィオラ
  - チェロ
  - コントラバス

- 混声合唱

## あらすじ
舞台は古代のレスボス島

### 本編に入る前のお話
レスボス島では、長い間ポリドーロ王によって支配されていた。王は国民の人気が高かっただけではなく、娘のゼルミーラとその夫でトロイアの王子イーロ愛情にも支えられていた。しかし、イーロが出征した時に王国の防備が手薄になった隙を狙って隣のミティレーネの支配者アゾールが攻め込み王位を簒奪する。そのときアゾールはポリドーロの娘ゼルミーラを妻とすることを要求するが、ポリドーロが拒んだため、ポリドーロを殺そうと考える。そこでゼルミーラは、父親を、歴代レスボス王の墓の中に隠し、自分が父親を憎んでいたと皆に信じ込ませ、ケレースの神殿にポリドーロが逃げ込んだという噂を流す。アゾールはケレースの神殿を焼き討ちし、皆は、ポリドーロが死んだものと考える。しばらくして、ミティレーネの王位を狙っていたアンテノレが仲間のレウチッポの協力を得てアゾールを殺害してしまう。

### 第1幕
ナポリ時代のほかの作品同様、この作品も序曲無しで物語が始まる。

#### 第1場
始まりはレスボスの城壁の前。兵士たちが、アゾールの暗殺を聞いて騒いでいる（導入部「ああ、惨事が!」）所へレウチッポとアンテノレが登場するので、彼らに事件を告げる。人々は犯人は誰か知らないのだが、レウチッポは、こうなったからにはアンテノレが後継者になるべきだと人々に宣言する。アンテノレたちは自分たちの計画の実行に障害となるのは、ゼルミーラとその息子と考え、前王のアゾールの死はゼルミーラによるものだとして、告訴する旨を皆に知らせることにする。（アリア「何を見たと思う、友等よ！」）
2人が退場した後、ゼルミーラとその友人エンマが登場、ポリドーロの様子を見るために歴代の王の墓へと入っていく。

#### 第2場
舞台は歴代レスボス王の墓の中。
ポリドーロは中で一人悲しみにくれている。（アリア「ああ、すでに一日が過ぎ」）そこへ中に入って来たゼルミーラたちと感激の再会を果たし、運命の過酷さとこれからの希望を語り合う。（三重唱「嘆き悲しむ父親の」）そこへ軍楽隊の帰還を知らせる行進曲が聞こえてくる。

#### 第3場
舞台はゼウスの神殿の前。
集まった人々が、凱旋してきたイーロを喜びと共に迎える。イーロは愛する妻ゼルミーラと息子に早く会いたいと思うが、ようやくそれが実現し彼らはひしと抱き合う。（アリア「懐かしい土地よ」）しかし、ゼルミーラはこのレスボスで起こった状況をありのままに話そうかためらう。ｌその後アンテノレとレウチッポと会ったイーロは、彼らからゼルミーラがポリドーロを裏切りイーロも裏切っているのだと偽りの言葉を聞かされ、信じ込まされる。一方ゼルミーラは、エンマから、アンテノレがゼルミーラをアゾール殺害の罪で告発した聞かされる

#### 第4場
舞台は王宮の広間。
アンテノレは、アゾールに変わって王となり、戴冠式を挙行する。その後無実の罪で告発されたぜルミーラが現れ、自分は無実だと叫ぶが、聞き入れてもらえず逆に投獄されてしまう。（フィナーレ「土手を打ち破ってあふれ出る川」）

### 第2幕

#### 第1場
舞台は王宮の一室。ゼルミーラがイーロに宛てた手紙を奪い取ったアンテノレは、その手紙に、彼女が父親殺しに関わっていないこと、またポリドーロが生きていることを暗示したことが書かれているのを知り、ゼルミーラへの監視を強化させる。
　
その頃エンマは、ゼルミーラの息子を連れて安全な場所へと避難させる。（アリア「さあ、この子を、あなた方に預けます」）

#### 第2場
舞台は城壁の外。ゼルミーラへの愛を失ったことを悲しんでいるイーロは、墓の中からポリドーロが現れるので驚く。2人は再会を喜び合い、イーロはこれまでの出来事を説明して、ゼルミーラへの中傷に反論する。
イーロがポリドーロを逃がすことを企てていることを知ったアンテノレは、ポリドーロを捕らえて投獄する。ゼルミーラは父の命と引き換えに自分の命をと訴え、人々はゼルミーラを擁護する者と責める者とに分裂する。
エンマが、アンテノレとレウチッポによって、ポリドーロとゼルミーラを殺害する計画が立てられていることを知り、イーロに助けを求めに行く。

#### 第3場
最後は牢獄の中。ゼルミーラとポリドーロはが不運を嘆いている。ちょうど幸運にも、そこへ軍勢を率いたイーロが現れ、2人を助け出し、代わりにアンテノレとレウチッポを逮捕投獄する。こうしてレスボスに平和が戻り、それを喜ぶゼルミーラの歌で幕となる。（アリアフィナーレ「神々よ、真なのでしょうか」）

## 主要曲
- 第1幕
  - 第1場のアリア「何を見たと思う、友等よ！」（アンテノレ）
  - 第2場のアリア「ああ、すでに一日が過ぎ」（ポリドーロ）
  - 第2場の三重唱「嘆き悲しむ父親の」（ゼルミーラ、エンマ、ポリドーロ）
  - 第3場のアリア「懐かしい土地よ」（イーロ）
  - フィナーレ「土手を打ち破ってあふれ出る川」
- 第2幕
  - 第1場のアリア「さあ、この子を、あなた方に預けます」（エンマ）
  - アリアフィナーレ「神々よ、真なのでしょうか」（ゼルミーラ）

## 録音及び映像
| 年   | キャスト | 指揮者, 上演劇場並びにオーケストラ                                                                            | レーベル                                                                    |
| ---- | --- | --- | --------------------------------------------------------------------------- |
| 1965 | ヴィルジニア・ゼアーニ, ニコロ・ターガー, ガストーネ・リマリッリ, パオロ・ワシントン, アンナ・ロータ                         | カルロ・フランチ, サン・カルロ劇場管弦楽団及び合唱団 (1965年4月10日にナポリ、サン・カルロ劇場でのライブ録音)  | Audio CD:Opera d'Oro Cat: OPD 1455,Great Opera Performances Cat: G.O.P. 780 |
| 1989 | チェチーリア・ガスディア, ウィリアム・マッテウッティ, ベルナルダ・フィンク, クリス・メリット, ホセ・ガルシア                 | クラウディオ・シモーネ, イ・ソリスティ・ヴェネティ                                                            | Audio CD: Erato Cat: 45419(ステレオ録音)                                    |
| 2003 | エリザベス・フトラル, アントニーノ・シラクーザ, マヌエラ・カスター, ブルース・フォード, マルコ・ヴィンコ                     | マウリツィオ・ベニーニ, スコットランド室内管弦楽団                                                            | Audio CD: Opera Rara Cat: ORC 27                                            |
| 2009 | ケイト・オールドリッチ, ファン・ディエゴ・フローレス, マリアンナ・ピッツォラート, グレゴリー・クンデ, アレックス・エスポジト | ロベルト・アバド, ボローニャ市立劇場管弦楽団及び合唱団, (2009年8月ロッシーニオペラフェスティバルでの上演映像) | DVD:デッカ, Cat: 0440 074 3465 9                                            |

## 関連事項
- クラウディオ・シモーネ
- サン・カルロ劇場